# Walther Bötticher

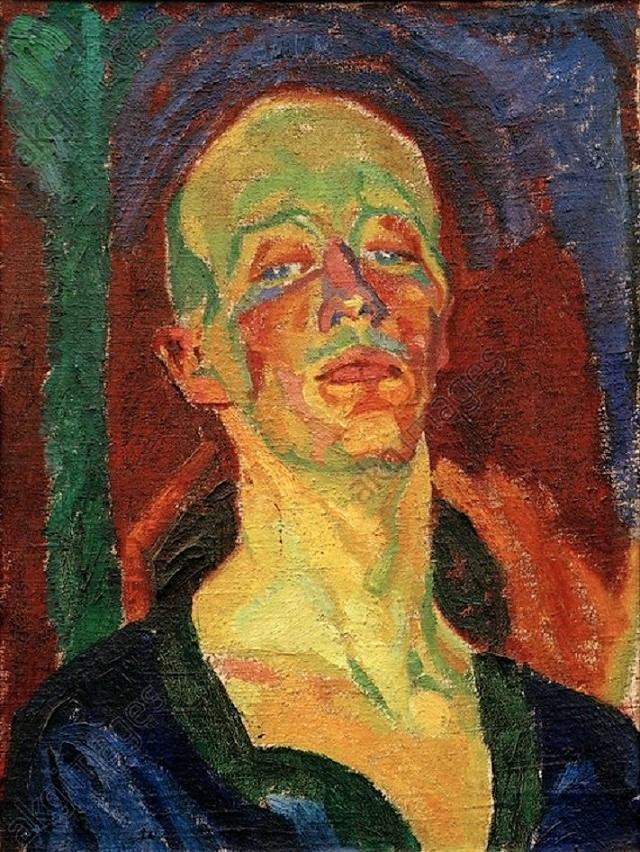
Selbstbildnis, 1914

Walther Bötticher (* 27. August 1885 in Hagen; † 3. September 1916 an der Somme) war ein deutscher Maler und Vertreter des Expressionismus.

## Leben
Bereits als  Gymnasiast besuchte Walther Bötticher oft das 1902 von Karl Ernst Osthaus in Hagen eröffnete Museum Folkwang, wo er den Expressionismus und insbesondere die Arbeiten von Christian Rohlfs und Emil Nolde kennenlernte. Bötticher studierte 1906 zunächst an der Kunstschule in Weimar und an den Lehr- und Versuchsateliers für angewandte und freie Kunst (Debschitz-Schule) in München. 1907/08 teilte er sich mit Christian Rohlfs ein Atelier in Hetschburg bei Weimar und nahm bei diesem auch Unterricht. Bötticher zog 1910 nach Berlin. Hier nahm er Kontakt zu Emil Nolde und der Künstlergemeinschaft Brücke auf. Das Angebot, der Künstlergemeinschaft beizutreten, lehnte er aber ab und 1911 kehrte er wieder nach Hagen zurück.
Es folgten Einzel- und Gruppenausstellungen und er wurde auch in verschiedenen Zeitschriften (Cicerone, Kunstchronik, Die Rheinlande und Xenien) vorgestellt.
Mit Ausbruch des  Ersten Weltkrieges kam er an die Front, wurde verletzt, kehrte aber schnell zurück und fiel schließlich 1916 an der Somme.

## Künstlerisches Schaffen
„Die Werke, die in diesen Jahren entstanden, verraten ein tiefes Verhältnis zur Natur sowohl wie zum schmückenden Berufe der Malerei. Er sah die Landschaft voll Liebe und Hingabe, aber er sah sie auch immer als Dekorateur. Nie verlor er sich in impressionistischer Analyse, er baute aus sicher erfassten Bildelementen das schmückende Werk. Seine Bildkonstruktionen sind so logisch durchgeführt, wie seine Eindrücke zart empfunden sind. Und sie sind reich dabei. Man empfindet keine Manier, sondern lebendigen Fortschritt von Bild zu Bild. Jeder Wurf ist eine Schöpfung, und hierin unterscheiden sich seine Landschaften und Bildnisse nicht von den freien, figürlichen Kompositionen. Seiner tiefen Natur, die keinem Problem aus dem Wege ging, sagten biblische Stoffe besonders zu. Er verstand sie tragisch zu fassen. Aber was er gestaltete, blieb immer das Bild, das durch den Reichtum und die Schönheit seiner farbigen Existenz das Thematische überwand. Neben diesen Bildern entstanden in großer Zahl graphische Blätter, Zeichnungen, Holz- und Linoleumschnitte. Sie vereinigen bald Anmut, bald Tiefe der Empfindung mit einer wuchtigen Breite des Vortrages. Badende Jungen, Reiter und weidende Kühe kehren häufig wieder; eine farbige Kreuzigung steht im Mittelpunkt der biblischen Stoffe.“
„Er gehört zu jener Gruppe, die in Frankreich Matisse, in Deutschland Nolde zum Führer hat. [...] Wer erkennen will, wo heute die Zukunftshoffnungen unserer Kunst liegen, wird sich den Namen dieses Künstlers merken müssen.“ (Karl Ernst Osthaus über Walther Bötticher)
1937 wurde in der Nazi-Aktion „Entartete Kunst“ eine große Zahl von Werken Böttichers aus der Kunsthalle Bremen, dem Städtischen Kunst- und Gewerbemuseum Dortmund, dem Museum für Kunst und Heimatgeschichte Erfurt, dem Museum Folkwang Essen, dem Städtischen Museum Hagen, dem Städtischen Museum für Kunst und Kunstgewerbe Halle/Saale, dem Wallraf-Richartz-Museum Köln, dem Kaiser-Friedrich-Museum Magdeburg und der Ruhmeshalle Wuppertal-Barmen beschlagnahmt. Ein großer Teil davon wurde vernichtet.
Werke von ihm sind im Osthaus Museum Hagen, dem Museum Folkwang in Essen und der Kunsthalle Mannheim vorhanden.

## Werke (Auswahl)

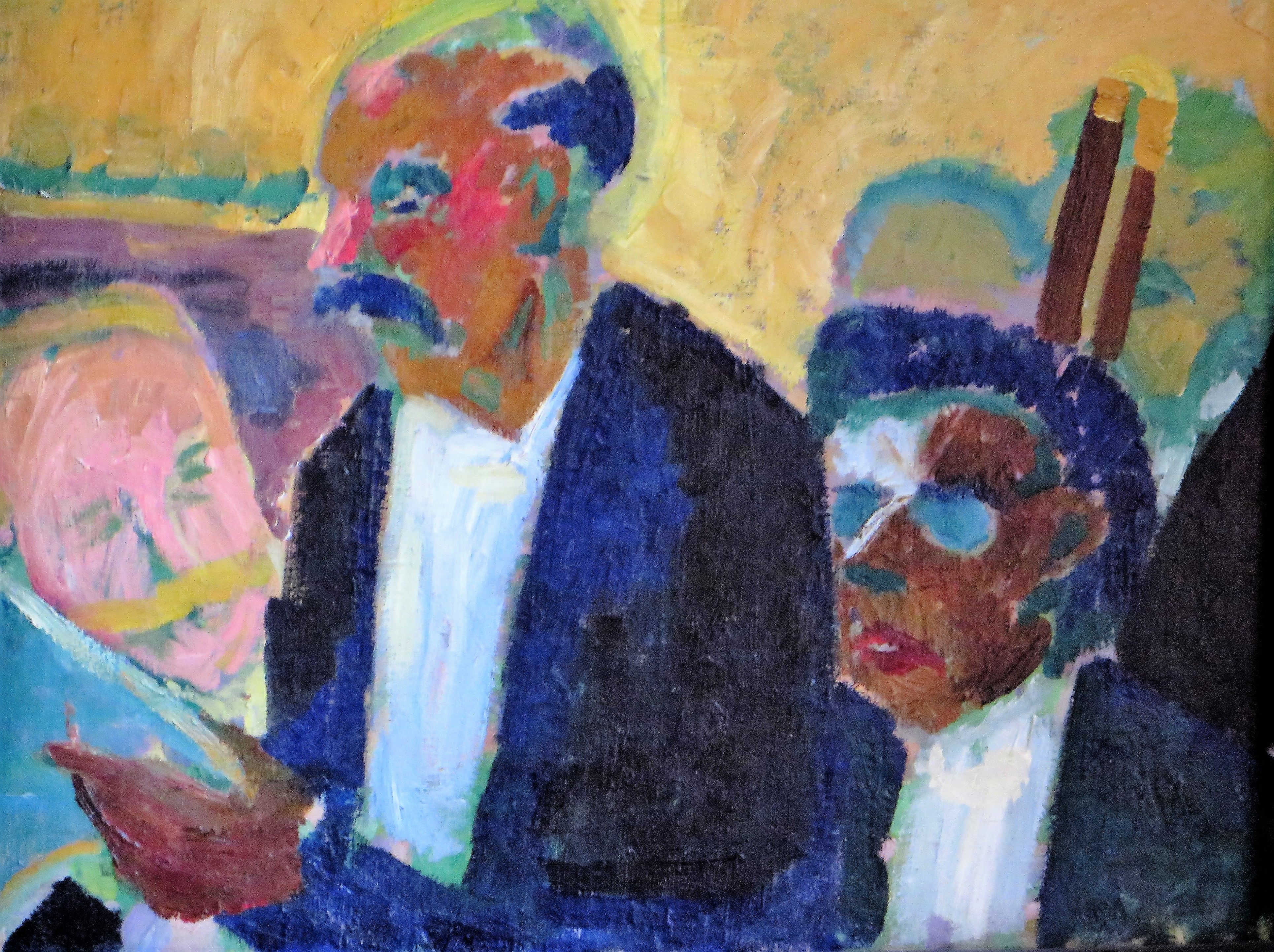
Gemälde Der Sänger (mit Musikdirektor Laugs) (1912)

- Kühe auf der Weide (1912), Gemälde
- Bußprediger (1913), Gemälde und Linolschnitt
- Else Lasker-Schüler erzählt Märchen, Gemälde
- Dr. Heinrich Mann bei einer Vorlesung im Folkwang-Museum, Zeichnung
- Genesis (1913), 6 Blätter – Druckgrafik, Horen-Verlag Berlin
- Singende Mädchen, Gemälde
- Jünger von Emmaus, Gemälde
- Und sie schämten sich, Gemälde
- Paar, (1909) Farblithografie

## Ausstellungen
- 1911 und 1915: Museum Folkwang in Hagen
- 1912: Sonderbund-Ausstellung in Köln
- 1917: Museum Folkwang in Hagen
- 1919: Frankfurter Kunstverein
- 1920: Galerie Alfred Flechtheim in Düsseldorf
- 1952: Karl-Ernst-Osthaus-Museum in Hagen
- 1985: Karl-Ernst-Osthaus-Museum in Hagen
- 2009: Galerie Utermann in Hagen

## Auszeichnungen
- 1913 Preis im Essener Wettbewerb mit: "Der Flötenspieler"